# Globicornis signatipennis
Globicornis signatipennis là một loài bọ cánh cứng trong họ Dermestidae. Loài này được Pic mô tả khoa học năm 1899.